# Japonia na Zimowych Igrzyskach Olimpijskich 1972
Japonię na Zimowych Igrzyskach Olimpijskich 1972 reprezentowało 85 zawodników: 65 mężczyzn i 20 kobiet. Był to dziewiąty start reprezentacji Japonii na zimowych igrzyskach olimpijskich. Skoczek narciarskie Yukio Kasaya zdobył pierwszy złoty, a Seiji Aochi pierwszy brązowy medal na zimowych igrzyskach olimpijskich dla reprezentacji Japonii.

## Zdobyte medale
| Medal  | Zawodnik       | Dyscyplina        | Konkurencja                 | Rezultat  |
| ------ | -------------- | ----------------- | --------------------------- | --------- |
| Złoto  | Yukio Kasaya   | Skoki narciarskie | Indywidualnie skocznia K-86 | 244,2 pkt |
| Srebro | Akitsugu Konno | Skoki narciarskie | Indywidualnie skocznia K-86 | 234,8 pkt |
| Brąz   | Seiji Aochi    | Skoki narciarskie | Indywidualnie skocznia K-86 | 229,5 pkt |

## Skład kadry

### Biathlon
Mężczyźni
| Zawodnik                                          | Konkurencja         | czas biegu | Kary | Łączny czas | Pozycja |
| ------------------------------------------------- | ------------------- | ---------- | ---- | ----------- | ------- |
| Miki Shibuya                                      | Bieg na 20 km       | 1:16:57,27 | 5:00 | 1:21:57,27  | 17.     |
| Shozo Sasaki                                      | Bieg na 20 km       | 1:18:05,54 | 5:00 | 1:23:05,54  | 23.     |
| Isao Ono                                          | Bieg na 20 km       | 1:16:26,83 | 7:00 | 1:23:26,83  | 25.     |
| Kazuo Sasakubo                                    | Bieg na 20 km       | 1:19:07,43 | 9:00 | 1:28:07,43  | 38.     |
| Isao Ono Shozo Sasaki Miki Shibuya Kazuo Sasakubo | Sztafeta 4 × 7,5 km | 1:59:30,61 | 5    | 1:59:30,61  | 8.      |

### Biegi narciarskie
Mężczyźni
| Zawodnik                                                     | Konkurencja        | czas               | Pozycja            |
| ------------------------------------------------------------ | ------------------ | ------------------ | ------------------ |
| Hideo Tanifuji                                               | Bieg na 15 km      | 49:06,97           | 37.                |
| Kunio Shibata                                                | Bieg na 15 km      | 49:38,95           | 41.                |
| Akiyoshi Matsuoka                                            | Bieg na 15 km      | 49:50,72           | 43.                |
| Motoharu Matsumura                                           | Bieg na 15 km      | 50:43,76           | 51.                |
| Kunio Shibata                                                | Bieg na 30 km      | 1:42:30,83         | 23.                |
| Hideo Tanifuji                                               | Bieg na 30 km      | 1:45:37,13         | 37.                |
| Seiji Kudo                                                   | Bieg na 30 km      | 1:47:00,40         | 44.                |
| Tomio Okamura                                                | Bieg na 30 km      | 1:47:50,22         | 47.                |
| Seiji Kudo                                                   | Bieg na 50 km      | 2:57:42,62         | 29.                |
| Motoharu Matsumura                                           | Bieg na 50 km      | Nie ukończył biegu | Nie ukończył biegu |
| Hideo Tanifuji Kunio Shibata Akiyoshi Matsuoka Tomio Okamura | Sztafeta 4 × 10 km | 2:13:59,14         | 10.                |

Kobiety
| Zawodnik                                   | Konkurencja       | czas     | Pozycja |
| ------------------------------------------ | ----------------- | -------- | ------- |
| Hiroko Takahashi                           | Bieg na 5 km      | 18:32,75 | 34.     |
| Tokiko Ozeki                               | Bieg na 5 km      | 19:00,82 | 37.     |
| Harumi Imai                                | Bieg na 5 km      | 19:05,73 | 38.     |
| Akiko Akasaka                              | Bieg na 5 km      | 19:49,74 | 43.     |
| Hiroko Takahashi                           | Bieg na 10 km     | 36:53,84 | 25.     |
| Tokiko Ozeki                               | Bieg na 10 km     | 38:07,24 | 33.     |
| Harumi Imai                                | Bieg na 10 km     | 39:33,13 | 37.     |
| Hideko Saito                               | Bieg na 10 km     | 39:51,61 | 38.     |
| Tokiko Ozeki Hiroko Takahashi Hideko Saito | Sztafeta 3 × 5 km | 53:20,75 | 9.      |

### Bobsleje
Mężczyźni
| Osada  | Zawodnik                                                      | Konkurencja | Ślizg 1 | Ślizg 2 | Ślizg 3         | Ślizg 4                   | Łącznie                   | Pozycja                   |
| ------ | ------------------------------------------------------------- | ----------- | ------- | ------- | --------------- | ------------------------- | ------------------------- | ------------------------- |
| JPN-I  | Susumu Esashika Kazumi Abe                                    | Dwójki      | 1:18,13 | 1:16,43 | 1:15,17         | 1:16,86                   | 5:06,59                   | 15.                       |
| JPN-II | Akihiko Suzuki Rikio Sato                                     | Dwójki      | 1:18,98 | 1:18,46 | 1:15,63         | 1:18,84                   | 5:11,91                   | 21.                       |
| JPN-I  | Susumu Esashika Kazumi Abe Rikio Sato Yoshiyuki Ichihashi     | Czwórki     | 1:11,51 | 1:12,99 | 1:11,42         | 1:12,00                   | 4:47,92                   | 12.                       |
| JPN-II | Toshihisa Nagata Hiroshi Inaba Koichi Sugawara Akihiko Suzuki | Czwórki     | 1:11,51 | 1:22,99 | Dyskwalifikacja | Nie ukończyli konkurencji | Nie ukończyli konkurencji | Nie ukończyli konkurencji |

### Hokej na lodzie
Reprezentacja mężczyzn
| - Toshimitsu Otsubo - Tsutomu Hanzawa - Minoru Misawa - Hiroshi Hori - Iwao Nakayama - Takeshi Akiba - Fumio Yamazaki - Takashi Tsuburai - Minoru Ito - Teruyasu Honma |  | - Yasushio Tanaka - Hideaki Kurokawa - Takao Hikigi - Koji Iwamoto - Isao Kakihara - Toru Okajima - Yoshio Hoshino - Osamu Wakabayashi - Hideo Suzuki |

W rundzie kwalifikacyjnej reprezentacja Japonii uległa reprezentacji Czechosłowacji 2:8 i tym samym wzięła udział w rozgrywkach grupy pocieszenia turnieju olimpijskiego. W grupie tej zajęła 3. miejsce. Ostatecznie reprezentacja Japonii zajęła 9. miejsce.

### Runda kwalifikacyjna
| 3 lutego 1972 | Czechosłowacja | 8:2 | Japonia |  |

| Godzina: 16:00 |  | (1:0, 4:1, 3:1) |  |  |

### Grupa pocieszenia
| Drużyna    | M | Mecze | Mecze | Mecze | Bramki | Bramki | Bramki | Pkt |
| Drużyna    | M | W     | R     | P     | +      | –      | +/-    | Pkt |
| ---------- | - | ----- | ----- | ----- | ------ | ------ | ------ | --- |
| RFN        | 4 | 3     | 0     | 1     | 22     | 10     | +12    | 6   |
| Norwegia   | 4 | 3     | 0     | 1     | 16     | 14     | +2     | 6   |
| Japonia    | 4 | 2     | 1     | 1     | 17     | 16     | +1     | 5   |
| Szwajcaria | 4 | 0     | 2     | 2     | 9      | 16     | -7     | 2   |
| Jugosławia | 4 | 0     | 1     | 3     | 9      | 17     | -8     | 1   |

Wyniki
| 7 lutego 1972 | Szwajcaria | 3:3 | Japonia |  |

| Godzina: 14:45 |  | (1:1, 0:2, 2:0) |  |  |

| 9 lutego 1972 | Jugosławia | 2:3 | Japonia |  |

| Godzina: 10:00 |  | (2:2, 0:0, 0:1) |  |  |

| 10 lutego 1972 | Norwegia | 5:1 | Japonia |  |

| Godzina: 10:00 |  | (2:2, 2:1, 1:1) |  |  |

| 12 lutego 1972 | Niemcy | 6:7 | Japonia |  |

| Godzina: 16:00 |  | (1:3, 2;1, 3:3) |  |  |

### Kombinacja norweska
Mężczyźni
| Zawodnik        | Konkurencja   | Bieg narciarski | Bieg narciarski | Bieg narciarski | Skoki narciarskie | Skoki narciarskie | Skoki narciarskie | Skoki narciarskie | Skoki narciarskie | Skoki narciarskie | Skoki narciarskie | Skoki narciarskie | Łącznie | Pozycja |
| Zawodnik        | Konkurencja   | Czas biegu      | Pozycja         | Punkty          | Skok 1            | Nota              | Skok 2            | Nota              | Skok 3            | Nota              | Punkty            | Pozycja           | Łącznie | Pozycja |
| --------------- | ------------- | --------------- | --------------- | --------------- | ----------------- | ----------------- | ----------------- | ----------------- | ----------------- | ----------------- | ----------------- | ----------------- | ------- | ------- |
| Yuji Katsuro    | Indywidualnie | 51:10,9         | 18.             | 195,100         | 71,0              | 90,4              | 74,5              | 92,1              | 78,0              | 103,0             | 195,1             | 6.                | 390,200 | 5.      |
| Hideki Nakano   | Indywidualnie | 55:41,2         | 39.             | 154,555         | 82,0              | 109,5             | 81,0              | 111,0             | 81,0              | 108,8             | 220,5             | 1.                | 375,055 | 13.     |
| Kazuo Araya     | Indywidualnie | 53:29,3         | 34.             | 174,340         | 72,0              | 88,5              | 76,5              | 100,3             | 77,0              | 99,4              | 199,7             | 5.                | 374,040 | 15.     |
| Nobutaka Sasaki | Indywidualnie | 54:00,6         | 37.             | 169,645         | 72,5              | 90,8              | 76,0              | 99,5              | 70,5              | 84,5              | 190,3             | 8.                | 359,945 | 24.     |

### Łyżwiarstwo figurowe
| Zawodnik                        | Konkurencja   | Nota   | Pozycja |
| ------------------------------- | ------------- | ------ | ------- |
| Kazumi Yamashita                | Solistki      | 2449,9 | 10.     |
| Yutaka Higuchi                  | Soliści       | 2309,7 | 16.     |
| Kotoe Nagasawa Hiroshi Nagakubo | Pary sportowe | 345,5  | 16.     |

### Łyżwiarstwo szybkie
Mężczyźni
| Zawodnik        | Konkurencja   | Konkurencja   | Konkurencja    | Konkurencja    | Konkurencja    | Konkurencja    | Konkurencja      | Konkurencja      |
| Zawodnik        | Bieg na 500 m | Bieg na 500 m | Bieg na 1500 m | Bieg na 1500 m | Bieg na 5000 m | Bieg na 5000 m | Bieg na 10 000 m | Bieg na 10 000 m |
| Zawodnik        | Czas          | Miejsce       | Czas           | Miejsce        | Czas           | Miejsce        | Czas             | Miejsce          |
| --------------- | ------------- | ------------- | -------------- | -------------- | -------------- | -------------- | ---------------- | ---------------- |
| Masaki Suzuki   | 40,35         | 8.            |                |                |                |                |                  |                  |
| Takayuki Hida   | 40,62         | 13.           |                |                |                |                |                  |                  |
| Norio Hirate    | 41,08         | 17.           |                |                |                |                |                  |                  |
| Keiichi Suzuki  | 41,28         | 19.           |                |                |                |                |                  |                  |
| Mutsuhiko Maeda |               |               | 2:11,09        | 20.            |                |                |                  |                  |
| Kiyomi Ito      |               |               | 2:11,96        | 22.            | 7:45,96        | 13.            | 15:48,17         | 10.              |
| Osamu Naito     |               |               |                |                | 7:56,97        | 16.            | 15:52,93         | 12.              |

Kobiety
| Zawodnik      | Konkurencja   | Konkurencja   | Konkurencja    | Konkurencja    | Konkurencja    | Konkurencja    | Konkurencja    | Konkurencja    |
| Zawodnik      | Bieg na 500 m | Bieg na 500 m | Bieg na 1000 m | Bieg na 1000 m | Bieg na 1500 m | Bieg na 1500 m | Bieg na 3000 m | Bieg na 3000 m |
| Zawodnik      | Czas          | Miejsce       | Czas           | Miejsce        | Czas           | Miejsce        | Czas           | Miejsce        |
| ------------- | ------------- | ------------- | -------------- | -------------- | -------------- | -------------- | -------------- | -------------- |
| Sachiko Saito | 45,35         | 9.            | 1:35,12        | 18.            |                |                |                |                |
| Ryoko Onozawa | 46,70         | 21.           | 1:36,99        | 28.            |                |                |                |                |
| Kaname Ide    |               |               |                |                | 2:38,34        | 18.            | 5:17,30        | 16.            |
| Emiko Taguchi |               |               | 1:34,40        | 15.            | 2:28,19        | 17.            |                |                |
| Satomi Koike  |               |               |                |                | 2:25,16        | 11.            | 5:09,21        | 12.            |
| Akiko Aruga   |               |               |                |                |                |                | 5:22,60        | 18.            |

### Narciarstwo alpejskie
Mężczyźni
| Zawodnik            | Konkurencja | Konkurencja | Konkurencja         | Konkurencja              | Konkurencja              | Konkurencja              | Konkurencja         | Konkurencja                 | Konkurencja                 | Konkurencja                 |
| Zawodnik            | Zjazd       | Zjazd       | Slalom gigant       | Slalom gigant            | Slalom gigant            | Slalom gigant            | Slalom specjalny    | Slalom specjalny            | Slalom specjalny            | Slalom specjalny            |
| Zawodnik            | Czas        | Pozycja     | Czas 1-go przejazdu | Czas 2-go przejazdu      | Czas łączny              | Pozycje                  | Czas 1-go przejazdu | Czas 2-go przejazdu         | Czas łączny                 | Pozycja                     |
| ------------------- | ----------- | ----------- | ------------------- | ------------------------ | ------------------------ | ------------------------ | ------------------- | --------------------------- | --------------------------- | --------------------------- |
| Sumihiro Tomii      | 1:55,34     | 22.         |                     |                          |                          |                          |                     |                             |                             |                             |
| Masahiko Otsue      | 1:59,55     | 35.         | 1:38,71             | Dyskwalifikacja          | Nie ukończył konkurencji | Nie ukończył konkurencji |                     |                             |                             |                             |
| Masami Ichimura     |             |             | 1:35,77             | 1:39,57                  | 3:15,34                  | 15.                      | 57,58               | 57,25                       | 1:54,83                     | 17.                         |
| Haruhisa Chiba      |             |             | 1:36,36             | 1:40,87                  | 3:17,23                  | 19.                      | 1:01,25             | Nie ukończył 2-go przejazdu | Nie ukończył 2-go przejazdu | Nie ukończył 2-go przejazdu |
| Masayoshi Kashiwagi |             |             | Dyskwalifikacja     | Nie ukończył konkurencji | Nie ukończył konkurencji | Nie ukończył konkurencji | 1:00,19             | 56,42                       | 1:56,61                     | 18.                         |
| Toshimasa Furukawa  |             |             |                     |                          |                          |                          | Dyskwalifikacja     | Nie ukończył konkurencji    | Nie ukończył konkurencji    | Nie ukończył konkurencji    |

Kobiety
| Zawodniczka     | Konkurencja | Konkurencja | Konkurencja     | Konkurencja     | Konkurencja                  | Konkurencja                  | Konkurencja                  | Konkurencja                  |
| Zawodniczka     | Zjazd       | Zjazd       | Slalom gigant   | Slalom gigant   | Slalom specjalny             | Slalom specjalny             | Slalom specjalny             | Slalom specjalny             |
| Zawodniczka     | Czas        | Pozycja     | Czas            | Pozycja         | Czas 1-go przejazdu          | Czas 2-go przejazdu          | Czas łączny                  | Pozycja                      |
| --------------- | ----------- | ----------- | --------------- | --------------- | ---------------------------- | ---------------------------- | ---------------------------- | ---------------------------- |
| Mitsuyo Nagumo  | 1:43,07     | 32.         | DYskwalifikacja | DYskwalifikacja | Nie ukończyła 1-go przejazdu | Nie ukończyła 1-go przejazdu | Nie ukończyła 1-go przejazdu | Nie ukończyła 1-go przejazdu |
| Miyuki Katagiri | 1:44,10     | 35.         | 1:39,11         | 30.             | Nie ukończyła 1-go przejazdu | Nie ukończyła 1-go przejazdu | Nie ukończyła 1-go przejazdu | Nie ukończyła 1-go przejazdu |
| Harue Okitsu    | 1:45,37     | 40.         | 1:35,33         | 22.             | 50,55                        | 50,12                        | 1:40,67                      | 16.                          |
| Emiko Okazaki   | 1:48,85     | 41.         | 1:40,37         | 32.             | 50,06                        | 49,47                        | 1:39,53                      | 13.                          |

### Saneczkarstwo
Mężczyźni
| Zawodnik                        | Konkurencja | Ślizg 1 | Ślizg 2 | Ślizg 3 | Ślizg 4 | Łącznie | Pozycja |
| ------------------------------- | ----------- | ------- | ------- | ------- | ------- | ------- | ------- |
| Masako Eguchi                   | Jedynki     | 54,09   | 53,37   | 52,78   | 53,57   | 3:33,81 | 18.     |
| Kazuaki Ichikawa                | Jedynki     | 54,09   | 54,21   | 53,29   | 53,40   | 3:34,99 | 20.     |
| Masatoshi Kobayashi             | Jedynki     | 53,30   | 54,43   | 53,00   | 53,66   | 3:36,39 | 24.     |
| Satoru Arai                     | Jedynki     | 54,76   | 55,07   | 53,75   | 53,73   | 3:37,31 | 26.     |
| Satoru Arai Masatoshi Kobayashi | Dwójki      | 44,73   | 44,90   |         |         | 1:29,63 | 4.      |
| Masako Eguchi Kazuaki Ichikawa  | Dwójki      | 46,93   | 46,63   |         |         | 1:33,56 | 18.     |

Kobiety
| Zawodnik       | Konkurencja | Ślizg 1 | Ślizg 2 | Ślizg 3 | Ślizg 4 | Łącznie | Pozycja |
| -------------- | ----------- | ------- | ------- | ------- | ------- | ------- | ------- |
| Yuko Otaka     | Jedynki     | 45,21   | 45,65   | 45,39   | 44,73   | 3:00,98 | 5.      |
| Hiroko Shibuya | Jedynki     | 46,66   | 46,41   | 45,89   | 45,49   | 3:04,45 | 13.     |
| Miyako Kawase  | Jedynki     | 47,93   | 47,31   | 46,72   | 46,14   | 3:08,10 | 19.     |

### Skoki narciarskie
Mężczyźni
| Konkurencja            | Skoczek          | Skok 1    | Skok 1 | Skok 2    | Skok 2 | Nota  | Pozycja |
| Konkurencja            | Skoczek          | odległość | Nota   | odległość | Nota   | Nota  | Pozycja |
| ---------------------- | ---------------- | --------- | ------ | --------- | ------ | ----- | ------- |
| Skocznia normalna K-86 | Yukio Kasaya     | 84,0      | 126,6  | 79,0      | 117,6  | 244,2 | złoto   |
| Skocznia normalna K-86 | Akitsugu Konno   | 82,5      | 120,2  | 79,0      | 114,6  | 234,8 | srebro  |
| Skocznia normalna K-86 | Seiji Aochi      | 83,5      | 123,3  | 77,5      | 106,2  | 229,5 | brąz    |
| Skocznia normalna K-86 | Takashi Fujisawa | 81,0      | 117,8  | 68,0      | 90,0   | 207,8 | 23.     |
| Skocznia duża K-110    | Yukio Kasaya     | 106,0     | 124,9  | 85,0      | 84,5   | 209,4 | 7.      |
| Skocznia duża K-110    | Akitsugu Konno   | 98,0      | 109,7  | 88,5      | 89,4   | 199,1 | 12.     |
| Skocznia duża K-110    | Takashi Fujisawa | 95,5      | 107,2  | 86,0      | 89,9   | 197,1 | 14.     |
| Skocznia duża K-110    | Hiroshi Itagaki  | 90,0      | 96,0   | 84,0      | 87,1   | 183,1 | 19.     |